# NGC 3977
NGC 3977 је спирална галаксија у сазвежђу Велики медвед која се налази на NGC листи објеката дубоког неба.
Деклинација објекта је + 55° 23' 27" а ректасцензија 11h 56m 7,3s. Привидна величина (магнитуда) објекта NGC 3977 износи 13,6 а фотографска магнитуда 14,4. NGC 3977 је још познат и под ознакама NGC 3980, UGC 6909, MCG 9-20-34, CGCG 269-17, PGC 37497.